# Saburo Šinosaki
Saburo Šinosaki (japonsko 篠崎 三郎), japonski nogometaš.
Za japonsko reprezentanco je odigral eno uradno tekmo.